# My Own Private Idaho
My Own Private Idaho (bra: Garotos de Programa; prt: A Caminho de Idaho) é um filme norte-americano de produção independente de 1991, do gênero drama, dirigido por Gus Van Sant.
My Own Private Idaho é considerado um filme marcante no New Queer Cinema, um movimento do início dos anos 1990 no cinema independente com temática queer. Desde o seu lançamento, sua popularidade cresceu e foi considerado um clássico cult, especialmente entre o público LGBT. O filme é notável por seu tema então tabu e estilo vanguardista.
Em 2024, o filme foi selecionado para preservação no National Film Registry dos Estados Unidos pela Biblioteca do Congresso por ser "culturalmente, historicamente ou esteticamente significativo".

## Sinopse
Conta a história de Mike Waters, que junto com Scott Favor, sai em uma jornada pelo estado de Idaho, em busca de sua mãe. Os dois se envolvem com a prostituição e têm vários problemas por isto. Mike é portador da narcolepsia, que provoca ataques de sono profundo quando tem emoções muito fortes.
A homossexualidade é parte integrante do enredo desta película.

## Elenco
- River Phoenix -  Mike Waters
- Keanu Reeves -  Scott Favor
- James Russo -  Richard Waters
- William Richert -  Bob Pigeon
- Rodney Harvey -  Gary
- Chiara Caselli -  Carmella
- Michael Parker -  Digger
- Jessie Thomas -  Denise
- Flea -  Budd
- Grace Zabriskie -  Alena
- Tom Troupe -  Jack Favor
- Udo Kier -  Hans
- Sally Curtice -  Jane Lightwork
- Robert Lee Pitchlynn -  Walt
- Mickey Cottrell -  Daddy Carroll

## Recepção
No site agregador de críticas Rotten Tomatoes, 86% das 36 resenhas dos críticos são positivas. O consenso diz: “Uma pequena amostra de um diretor talentoso e suas estrelas, todas no topo de seus respectivos personagens, a reformulação solta de Gus Van Sant de Henrique IV é inteligente, triste e audaciosa."

## Premiações
Deauville Film Festival (1991)
- Prêmio dos críticos para Gus Van Sant

Independent Spirit Awards (1992)
- Melhor música para Bill Stafford
- Melhor ator principal para River Phoenix
- Melhor enredo para Gus Van Sant

National Society of Film Critics Award (1992) (USA)
- Melhor ator para River Phoenix

PGA Golden Laurel Awards (1993)
- Produtor mais promissor em filmes teatrais para Laurie Parker

Toronto International Film Festival (1991) (Canadá)
- Prêmio dos críticos para Gus Van Sant.

Festival de Veneza (1991) (Itália)
- Melhor ator para River Phoenix
- Prêmio Leão de Ouro para Gus Van Sant[8]

## Unfinished
Em 26 de Fevereiro de 2011 estreou na Gagosian Gallery em Beverly Hills, uma exposição com 12 horas de material inédito do filme, incluindo cenas deletadas, cenas alternativas e bastidores. "Unfinished" foi dirigido por Gus Van Sant e James Franco e ficará em exposição até 9 de Abril de 2011.